# Тоні Рамуан
Тоні Рамуан (фр. Tony Ramoin, 23 грудня 1988) — французький сноубордист, спеціаліст із сноубордкросу, призер Олімпійських ігор.
Тоні Рамуан займається сноубордингом з 2001. До Олімпіади у Ванкувері особливих досягнень не мав, ніколи не підіймався на подіум етапів Кубка світу. У Ванкувері зумів посісти третє місце й здобути бронзову медаль.